# Nicholas Elliott
John Nicholas Rede Elliott (Londen, 15 november 1916 - aldaar, 13 april 1994) was een vooraanstaand lid van de Britse geheime dienst MI6.

## Privé
Elliott was een zoon van Claude Aurelius Elliott die Headmaster was in Eton College. Hij liep er school, na eerst lager onderwijs te hebben gevolgd aan de strenge Durnford School in Dorset.
Zijn universitaire studies deed hij aan Trinity College, Cambridge.
In 1943 trouwde hij met Elizabeth Holberton, met wie hij een zoon en een dochter kreeg.

## Carrière in de Britse geheime dienst
Elliott was:
- ambassaderaad (onbezoldigd) in Den Haag (1938-1939);
- agent bij MI6 (1939-1940);
- luitenant in de Britse militaire geheime dienst (1940-1945);
- hoofd van het bureau van de Britse geheime dienst in Bern (1945-1953), in Wenen (1953-1956), in Londen (1956-60), in Beiroet (1960-62);
- directeur Britse geheime dienst MI6 in Londen (1963-69);
- bestuurder binnen het commercieel conglomeraat Lonrho (1969-73).

Tijdens de Tweede Wereldoorlog trok hij met succes ten strijde tegen nazi-Duitsland. Zijn voornaamste trofee was het voor de Engelse geheime dienst winnen van de belangrijke Abwehrspion Erich Vermehren, hetgeen heel wat schade berokkende aan de Abwehr.
De carrière van Elliott bij de Britse geheime dienst MI6 werd vooral gekenmerkt door de dood van Commander Lionel Crabb en de vlucht van de spion Kim Philby naar Moskou. In beide gevallen was hij het voorwerp van kritiek, wat hem tot het einde van zijn leven bleef achtervolgen.

### Dood van Commander Crabb
In 1956 brachten de Sovjetleiders Nikita Khrushchev en Nikolaj Boelganin bezoek aan Groot-Brittannië. Ze kwamen in Portsmouth (Verenigd Koninkrijk) aan, aan boord van het oorlogsschip Ordzhonikidze. De Royal Navy was geïnteresseerd in de uitrusting van de achtersteven, waarmee de Sovjetschepen de reputatie hadden sneller te kunnen varen dan de Britse. Elliott zorgde ervoor dat de gepensioneerde kikvorsman Crabb werd aangesteld om een onderwateronderzoek uit te voeren. Crabb dook onder het schip, maar kwam niet terug. Zijn lijk werd later teruggevonden. 
Het is onduidelijk wat er is gebeurd. Was de uitrusting van Crabb in gebreke gebleven, of waren de Sovjets door een spion ingelicht en konden ze Crabb afwachten en van kant maken? 
Deze spionage van een schip dat de Sovjetleiders vervoerde werd door dit incident openbaar en ontketende een zwaar diplomatiek incident.

### De vlucht van Kim Philby
Philby en Elliott waren vele jaren goede vrienden en Elliott kon maar geen geloof hechten aan de geruchten als zou Philby een Sovjetspion geweest zijn. Toen de bewijzen zich opstapelden werd Elliott naar Beiroet gezonden om er een definitief verhoor van Philby uit te voeren. Philby bekende, maar in plaats van met Elliott naar Engeland terug te keren, waar hij zou gearresteerd worden, vluchtte hij naar de Sovjet-Unie.
Er kwam toen veel kritiek over het feit dat Philby de mogelijkheid had gekregen te ontsnappen.
Auteurs zoals Ben Macintyre hebben geschreven dat Elliott aan Philby de mogelijkheid bood om te ontsnappen, aldus een gênante rechtszaak vermijdend, wat goed uitkwam zowel voor het Britse establishment als voor MI6 zelf. Philby zelf was hiervan volgens Macintyre overtuigd.

## Publicaties
- Never Judge a Man by his Umbrella, Michael Russell Publications, 1991, ISBN 978-0859551823.
- My Little Eye,  Michael Russell Publications, 1994, ISBN 978-0859552004.